# 北特里普拉县

北特里普拉县在特里普拉邦的位置

北特里普拉县是印度特里普拉邦所辖的一个县，位于该邦东北部。该县面积1,422.19km² ，总人口590,655(2001年)。县治达尔马纳加尔.

## 交通
该县铁路线总长度44.72公里